# Hühnergeschrei
Hühnergeschrei (bairisch Heagschroa) ist ein Dorf im Mühlviertel in Oberösterreich, und ist eine Ortschaft der Gemeinde Altenfelden.

## Geographie
Hühnergeschrei liegt im Tal der Kleinen Mühl, die bis 1949 die Höglmühle betrieb. Der Ort hat etwa 20 Häuser und 70 Einwohner.
Zur Ortschaft gehört auch der Weiler Stein (⊙).
Nachbarorte:
| Krondorf (Gem. Hörbich)       |                                             | Stierberg (Gem. Arnreit)  |
|                               | Kompassrose, die auf Nachbargemeinden zeigt | Partenreit (Gem. Arnreit) |
| Doppl/Tannberg (Gem. Hörbich) | Stein                                       | Haselbach                 |

## Geschichte
Vor dem Ersten Weltkrieg kam es südlich von dem alleinstehenden Bauerngut Mayrhof beim Pflügen eines Ackers dazu, dass ein Ochse einsank. Nachforschungen an der Einbruchstelle ergaben, dass sich unter dem Acker eine Höhle mit fünf Rundkammern befand. Der Höhlenforscher Lambert Karner beschrieb die Höhle und fertigte einen Höhlenplan an.

## Name
Die Herkunft des Namens ist ungeklärt. Es gibt einige Erklärungsversuche, so z. B. eine Ableitung von „Hunnen-Geschrage“ (Besitz der Hunnen) oder vom „Herren zu Stein“. Ein anderer Erklärungsversuch ist die Abstammung vom Geschrei der Wildhühner in der waldreichen Gegend. Im Lateinisch-Deutschen Wörterbuch Der kleine Stowasser findet man unter Volksetymologie die Herleitung von „Hünenschrein“ (Grab eines Riesen) als Beispiel für Anpassung von Begriffen an die Volkssprache.

## Infrastruktur
Im Ort gibt es die Freiwillige Feuerwehr, eine Asphalt-Eisstock-Bahn, einen Schlossereibetrieb, einen Elektrikerbetrieb und ein Gasthaus. Der ansässige Auto- und Landmaschinenhändler betreibt ein 1920 erbautes und 1996 erneuertes Wasserkraftwerk, das laut offizieller Angabe jährlich 650.000 kWh Strom erzeugt.